# Augochlora lyoni
Augochlora lyoni är en biart som beskrevs av Cockerell 1918. Augochlora lyoni ingår i släktet Augochlora och familjen vägbin. Inga underarter finns listade.